# راينر تسوبيل
راينر تسوبيل (بالألمانية: Rainer Zobel) ـ (ولد في 3 نوفمبر 1948) هو لاعب كرة قدم سابق ومدير فني ألماني. يدرب حاليًا نادي إف سي فندن (بالألمانية: FC Wenden) الألماني.

## راينر تسوبيل لاعبًا
بدأ تسوبيل مسيرته كلاعب في نادي هانوفر 96 (بين عامي 1968 و1970)، ثم انتقل إلى نادي بايرن ميونخ (1970 ـ 1976)، حيث أحرز العديد من البطولات، ثم إلى نادي لونبيرغر الرياضي (1976 ـ 1977).

### بطولات حصل عليها وهو لاعب
- كأس أوروبا: أعوام 1974 و1975 و1976.
- كأس الإنتركونتيننتال: 1976.
- بطولة الدوري الألماني لكرة القدم: أعوام 1972 و1973 و1974.
- كأس ألمانيا لكرة القدم: 1971.

## راينر تسوبيل مدربًا
- في ألمانيا:
  - آينتراخت براونشفايغ (1987 ـ 1990): مدرب مساعد.
  - شتوتغارت كيكرز (1990 ـ 1992، ثم 2001 ـ 2002)
  - كايزرسلاوترن (1992 ـ 1993)
  - نورنبرغ (1994)
  - تنس بروسيا برلين (1996 ـ 1997)
  - نادي فندن لكرة القدم (2016 ـ )
- في مصر:
  - النادي الأهلي (1998 ـ 2000)
  - الاتحاد السكندري (2002 ـ 2003)
  - إنبي (2006 ـ 2007)
  - نادي الجونة (2013 ـ 2015)
- في الإمارات العربية المتحدة:
  - بني ياس (2002)
  - الشارقة (2006)
- في إيران:
  - برسبوليس (2004 ـ 2005)
- في جورجيا
  - دينامو تبليسي (2008)
- في جنوب أفريقيا:
  - موروكا سوالوز (2009 ـ 2010)
- في مولدوفا:
  - ميلسامي أورهي (2013)

## روابط خارجية
- راينر تسوبيل على موقع الاتحاد الأوربي (الإنجليزية)
- راينر تسوبيل على موقع قاعدة بيانات كرة القدم.إي يو (الإنجليزية)
- راينر تسوبيل على موقع بيانات كرة القدم. دي إي (الألمانية)
- راينر تسوبيل على موقع عالم كرة القدم.نت (الإنجليزية)